# Wacław Iwaniuk
Wacław Iwaniuk (ur. 17 grudnia 1912 w Starym Chojnie, zm. 5 stycznia 2001 w Toronto) – polski poeta, tłumacz, krytyk literacki, eseista.

## Życiorys
Absolwent Państwowego Seminarium Nauczycielskiego, oraz Wolnej Wszechnicy Polskiej w Warszawie. Debiutował w 1933 r, w czasopiśmie „Kuźnia Młodych”. Przed 1939 rokiem zamieszczał swoje wiersze m.in. w „Kamenie”, „Okolicy Poetów”, „Zwierciadle”, „Kulturze”. Był członkiem grupy poetyckiej „Wołyń”. Jako stypendysta Funduszu Kultury Narodowej wyjechał na praktykę konsularną do Buenos Aires. Po wybuchu II wojny światowej zgłosił się na ochotnika do wojska polskiego we Francji. Walczył pod Narwikiem w szeregach Samodzielnej Brygady Strzelców Podhalańskich. Po klęsce Francji próbował przedostać się bezskutecznie do Wielkiej Brytanii. Internowany w hiszpańskim obozie Miranda de Ebro. W 1943 r. Iwaniuk, wraz z innymi Polakami, został przerzucony przez Portugalię i Gibraltar do Anglii. Był oficerem 1 Dywizji Pancernej. W ramach Dywizji służył w 1 Pułku Artylerii Przeciwlotniczej. Wziął udział w lądowaniu w Normandii i przeszedł szlak bojowy przez Francję, Belgię, Holandię aż do niemieckiego Wilhelmshaven. W wojsku pozostał aż do demobilizacji w 1948 roku. Odznaczony za odwagę Krzyżem Walecznych, oraz medalami francuskimi i angielskimi. Po zakończeniu wojny został w Anglii i podjął studia w Cambridge. W 1948 r. wyjechał do Kanady. Mieszkał w Edmonton, Ottawie, oraz Toronto, gdzie w 1951 wespół z grupą przyjaciół założył klub literacko-artystyczny „Smocza jama”. Podpisał list pisarzy polskich na Obczyźnie, solidaryzujących się z sygnatariuszami protestu przeciwko zmianom w Konstytucji Polskiej Rzeczypospolitej Ludowej (List 59). Laureat Nagrody Związku Pisarzy Polskich na Obczyźnie w 1978 roku.
Swoje wiersze, artykuły, recenzje literackie oraz przekłady poezji anglojęzycznej publikował m.in. w „Wiadomościach”, „Kontynentach”, „Oficynie Poetów”, paryskiej „Kulturze”. W prasie krajowej utwory Iwaniuka zaczęto drukować dopiero w latach 80. (XX w.). Publikowano m.in. w „Akcencie”, „Więzi”, „Kresach”, „Twórczości”, „Tygodniku Powszechnym”. Wacław Iwaniuk jest autorem ponad 20 tomów poetyckich, książek prozatorskich, licznych artykułów krytycznych, recenzji, opracowań, tłumaczeń poetów amerykańskich i kanadyjskich.
We wczesnym okresie poezja Iwaniuka była pod silnym wpływem poetyki Józefa Czechowicza, znaleźć w niej można też echa autora Sklepów cynamonowych, Bruno Schulza.
Archiwum Wacława Iwaniuka znajduje się w Archiwum Emigracji w Bibliotece Uniwersyteckiej w Toruniu.
Poeta Janusz Szuber zadedykował Wacławowi Iwaniukowi wiersz pt. Na śniegu, opublikowany w tomiku poezji pt. Las w lustrach / Forest in the Mirrors z 2001.

## Twórczość

### Poezja
- Pełnia czerwca (1936)
- Dzień apokaliptyczny (1938)
- Czas Don Kichota (1946)
- Dni białe i dni czerwone
- Pieśń nad pieśniami (1953)
- Milczenia (1959)
- Wybór wierszy (1965)
- Ciemny czas (1968)
- Lustro (1971)
- Nocne rozmowy
- Nemezis idzie pustymi drogami (1978)
- Dark Times (1979)
- Evenings on Lake Ontario. From My Canadian Diary (1981)
- Kartagina i inne wiersze (1987)
- Powrót (1989)
- Moje obłąkanie (1991)
- Zanim znikniemy w opactwie kolorów (1991)
- Moje strony świata (1994)
- W ogrodzie mego ojca (1998)

### Proza
- Podróż do Europy. Opowiadania i szkice (1982)
- Ostatni romantyk. Wspomnienie o Józefie Łobodowskim (1998}

## Literatura dodatkowa
- Lisiewicz P.: Oszczepnik z Kartaginy. Nowe Państwo 2010, 9 (55), 30-34. [ISSN1895-4960]
- Podróż w głąb pamięci: o Waclawie Iwaniuku szkice, wspomnienia, wiersze (pod redakcją Jana Wolskiego, Henryka Wójcika, Edwarda Zymana). Polski Fundusz Wydawniczy w Kanadzie, Toronto 2005